# Кайнарджа (община)
Кайнарджа (болг. Община Кайнарджа) — община в Болгарии. Входит в состав Силистренской области. Население составляет 5195 человек (на 15 сентября 2010 года). Площадь общины — 316 км².

## Состав общины
В состав общины входят следующие населённые пункты:
1. Войново
2. Голеш
3. Господиново
4. Давидово
5. Добруджанка
6. Зарник
7. Кайнарджа
8. Каменци
9. Краново
10. Полковник-Чолаково
11. Попрусаново
12. Посев
13. Светослав
14. Средиште
15. Стрелково